# Nežádej svůj poslední tanec
Nežádej svůj poslední tanec (v anglickém originále Save the Last Dance) je americký taneční film z roku 2001. Režie se ujal Thomas Carter a scénáře Duane Adler . Ve snímku hrají hlavní role Julia Stiles a Sean Patrick Thomas. Sequel Nežádej svůj poslední tanec 2 byl vydán v roce 2006. Film měl premiéru 12. ledna 2001 ve Spojených státech amerických.

## Obsazení
| Julia Stiles        | Sara Johnson      |
| Terry Kinney        | Roy Johnson       |
| Sean Patrick Thomas | Derek Reynolds    |
| Kerry Washington    | Chenille Reynolds |
| Fredro Starr        | Malakai           |
| Bianca Lawson       | Nikky             |
| Vince Green         | Snookie           |
| Garland Whitt       | Kenny             |

## Soundtrack
- „Shining Through“ – Fredro Starr a Jill Scott
- „You“ – Lucy Pearl feat. Snoop Dogg a Q-Tip
- „Bonafide“ – X-2-C
- „Crazy“ – K-Ci a JoJo
- „You Make Me Sick“ – Pink
- „U Know What's Up“ – Donell Jones
- „Move It Slow“ – Kevon Edmonds
- „Murder She Wrote“ – Chaka Demus a Pliers
- „You Can Do It“ – Ice Cube feat. Mack 10 a Ms. Toi
- „My Window“ – Soulbone
- „Only You“ – 112 feat. The Notorious B.I.G.
- „Get It On Tonite“ – Montell Jordan
- „All or Nothing“ – Athena Cage
- „Shining Through“ – Fredro Starr a Jill Scott (Soulshock & Karlin Bonus Track)

## Přijetí

### Tržby
V Severní Americe byl oficiálně uveden 12. ledna 2001. Za první víkend docílil nejvyšší návštěvnosti, kdy vydělal 27,5 milionů dolarů. Ve Spojených státech vydělal 91,1 milionů dolarů a v dalších oblastech 131,7 milionů dolarů. Jeho rozpočet činil pouhých 13 milionů dolarů.

### Recenze
Na recenzní stránce Rotten Tomatoes získal 53 procent. Na Česko-Slovenské filmové databázi snímek získal 60%.

### Ocenění
| Rok  | Ocenění                | Kategorie                         | Nominovaný                         | Výsledek  |
| ---- | ---------------------- | --------------------------------- | ---------------------------------- | --------- |
| 2001 | Filmová cena MTV       | Nejlepší polibek                  | Julia Stiles a Sean Patrick Thomas | vítězství |
| 2001 | Filmová cena MTV       | Objev roku - herec                | Sean Patrick Thomas                | vítězství |
| 2001 | Filmová cena MTV       | Nejlepší herečka                  | Julia Stiles                       | nominace  |
| 2001 | Filmová cena MTV       | Nejlepší taneční scéna            | Scéna v hip-hopovém klubu          | nominace  |
| 2001 | Teen Choice Awards     | Nejlepší herečka                  | Julia Stiles                       | vítězství |
| 2001 | Teen Choice Awards     | Nejlepší dramatický film          | Nežádej svůj poslední tanec        | nominace  |
| 2001 | Teen Choice Awards     | Objev roku - herečka              | Kerry Washington                   | vítězství |
| 2001 | Teen Choice Awards     | Nejlepší scéna - souboj           | Julia Stiles a Bianca Lawson       | vítězství |
| 2001 | Young Hollywood Awards | Nejlepší vystoupení - herec       | Sean Patrick Thomas                | vítězství |
| 2002 | Black Reel Awards      | Nejlepší herečka ve vedlejší roli | Kerry Washington                   | nominace  |
| 2002 | Black Reel Awards      | Nejlepší editace zvuku            | Michael T. Ryan                    | nominace  |